# 大箱根カントリークラブ
大箱根カントリークラブ（だいはこねカントリークラブ）は、 神奈川県足柄下郡箱根町にあるゴルフ場である。

## 概要
「大箱根カントリークラブ」は、富士箱根伊豆国立公園内の神奈川県の箱根外輪山を背景に、恵まれた雄大な仙石原のロケーションにレイアウトされた、どのホールも個性豊かな18ホールのゴルフ場である。ゴルフ場の建設用地は、足柄下郡箱根町仙石原地区の余裕を持った敷地規模に、コース設計を大谷光明と朝香 鳩彦との共同設計に依頼し、1954年（昭和29年）11月8日、18ホール規模のゴルフ場が開場された。
大箱根カントリークラブでは、1997年（平成9年）より毎年8月に、建設機械大手のキャタピラー（旧・新キャタピラー三菱）主催で、日本女子プロゴルフ協会公認による女子プロゴルフトーナメントの一つである「CATレディースゴルフトーナメント」が開催されている。
代表的なホールは17番ホールで、別名「蓮の花」と呼ばれるており、グリーンがバンカーに囲まれた難ホールである。また、ゴルフコースに隣接して「箱根仙石原プリンスホテル」があり宿泊することが出来る。

## 所在地
〒250-0631 神奈川県足柄下郡箱根町仙石原1246番地

## コース情報
- 開場日 - 1954年11月8日
- 設計者 - 大谷 光明、朝香 鳩彦
- 面積 - 1,100,000m2（約33.2万坪）
- コースタイプ - 丘陵コース
- コース - 18ホールズ、パー73、7,285ヤード、コースレート74.1
- フェアウェー - コウライ
- ラフ - ノシバ
- グリーン - 2グリーン、ベント（ペンクロス）
- ラウンドスタイル - 乗用ゴルフカーキャディー付、プレー1組4名原則
- 練習場 - 20打席250ヤード
- 休場日 - 1月、2月の月、火曜日定休日[2][3]

## ギャラリー
- コース - 「大箱根カントリークラブ」、コースレイアウト、2021年9月14日閲覧
- ハウス - 「大箱根カントリークラブ」、施設案内、2021年9月14日閲覧

## 交通アクセス
- 鉄道 - 東海道新幹線（JR東日本・JR東海） - 小田原駅より タクシー利用 約40分[4]
- 道路 - 東名高速道路 - 御殿場ICより 14Km 約20分[4]

## 競技開催実績
- 1998年（平成10年） 第2回 新キャタピラー三菱レディースゴルフトーナメント[5]
- 1999年（平成11年） 第3回 新キャタピラー三菱レディースゴルフトーナメント[6]
- 2000年（平成12年） 第4回 新キャタピラー三菱レディースゴルフトーナメント[7]
- 2001年（平成13年） 第5回 新キャタピラー三菱レディースゴルフトーナメント[8]
- 2002年（平成14年） 第6回 新キャタピラー三菱レディースゴルフトーナメント[9]
- 2003年（平成15年） 第7回 新キャタピラー三菱レディースゴルフトーナメント[10]
- 2004年（平成16年） 第8回 新キャタピラー三菱レディースゴルフトーナメント[11]
- 2005年（平成17年） 第9回 新キャタピラー三菱レディースゴルフトーナメント[12]
- 2006年（平成18年） 第10回 新キャタピラー三菱レディースゴルフトーナメント[13]
- 2007年（平成19年） 第11回 新キャタピラー三菱レディースゴルフトーナメント[14]
- 2008年（平成20年） 第12回 CATレディースゴルフトーナメント[15]
- 2009年（平成21年） 第13回 CATレディースゴルフトーナメント[16]
- 2010年（平成22年） 第14回 CATレディースゴルフトーナメント[17]
- 2011年（平成23年） 第15回 CATレディースゴルフトーナメント[18]
- 2012年（平成24年） 第16回 CATレディースゴルフトーナメント[19]
- 2013年（平成25年） 第17回 CATレディースゴルフトーナメント[20]
- 2014年（平成26年） 第18回 CATレディースゴルフトーナメント[21]
- 2015年（平成27年） 第19回 CATレディースゴルフトーナメント[22]
- 2016年（平成28年） 第20回 CATレディースゴルフトーナメント[23]
- 2017年（平成29年） 第21回 CATレディースゴルフトーナメント[24]
- 2018年（平成30年） 第22回 CATレディースゴルフトーナメント[25]
- 2019年（令和元年） 第23回 CATレディースゴルフトーナメント[26]
- 2021年（令和3年） 第24回 CATレディースゴルフトーナメント[27]
- 2022年（令和４年） 第25回 CATレディースゴルフトーナメント

## 関連文献
- 『ゴルフ場ガイド 東版』、2006-2007、「大箱根カントリークラブ」、東京 ゴルフダイジェスト社、2006年5月、2021年9月14日閲覧